# Wabuska
Wabuska est une localité américaine située dans le comté de Lyon, dans le Nevada.

## Anecdote
L'ancienne gare de Wabuska a été déplacée en 1983 jusqu'à son site actuel de Carson City, dans le Nevada, où elle fait partie du Nevada State Railroad Museum.